# Musée Willet-Holthuysen
Le musée Willet-Holthuysen, baptisé du nom des derniers propriétaires de la maison, Abraham Willet et Sandrina Louisa Geertruida Holhuysen, est un musée situé au bord du Herengracht, à Amsterdam, aux Pays-Bas. Il contient une grande collection de meubles, de livres, d’argenterie, de porcelaine et de céramique du siècle d’or néerlandais. Il possède aussi une collection considérable d’œuvres d’art.

## Histoire
Jacob Hop, pensionnaire d’Amsterdam, s’est fait construire la maison vers 1685 au 605, Herengracht, aux environs de la place Rembrandtplein, non loin de l'ancien quartier juif (où se trouvent la place Waterlooplein, la synagogue portugaise et le musée historique juif (Joods Historisch Museum) et des célèbres ponts Blauwbrug et Magere Brug. La façade actuelle, de style Louis XIV, date de 1739. La maison a appartenu à des membres des familles patriciennes d’Amsterdam, dont Jacob Hop, sa femme  Isabella Hooft, Jean Deutz van Assendelft, le bourgmestre Willem Gideon Deutz et le marchand de verre et magnat du charbon Pieter Gerard Holthuysen (1788-1858). En 1895, sa fille a fait don de la maison et de ses collections d'art à la ville d’Amsterdam à condition que celle-ci en fasse un musée. La même année, l’écrivain, compositeur et critique d’art Frans Coenen fils  était nommé conservateur.

## Maison
Trois niveaux sont ouverts au public :
– le sous-sol, avec la cuisine ;
– le bel étage, avec son long corridor, sa salle à manger et sa salle de bal ;
– l'étage supérieur, avec la chambre à coucher et des salles d’exposition. Le salon bleu présente plusieurs peintures d’anciens propriétaires, œuvres d’artistes non précisés.
Le musée contient aussi plusieurs peintures ornementales de Jacob de Wit, qui proviennent d’autres immeubles d’Amsterdam. En effet, la maison a déjà abrité des œuvres de ce peintre, mais leurs propriétaires les ont emportées avec eux. On ne sait trop si certaines des peintures de cet artiste qui y sont exposées ont « retrouvé  leur foyer ». Le musée expose aussi des peintures de fleurs de divers artistes d’Amsterdam, dont Adriana Johanna Haanen, et deux Bouguereau. La demeure s'accompagne d'un jardin à la française qui a conservé son tracé original conçu par l'architecte français Daniel Marot, réfugié huguenot.

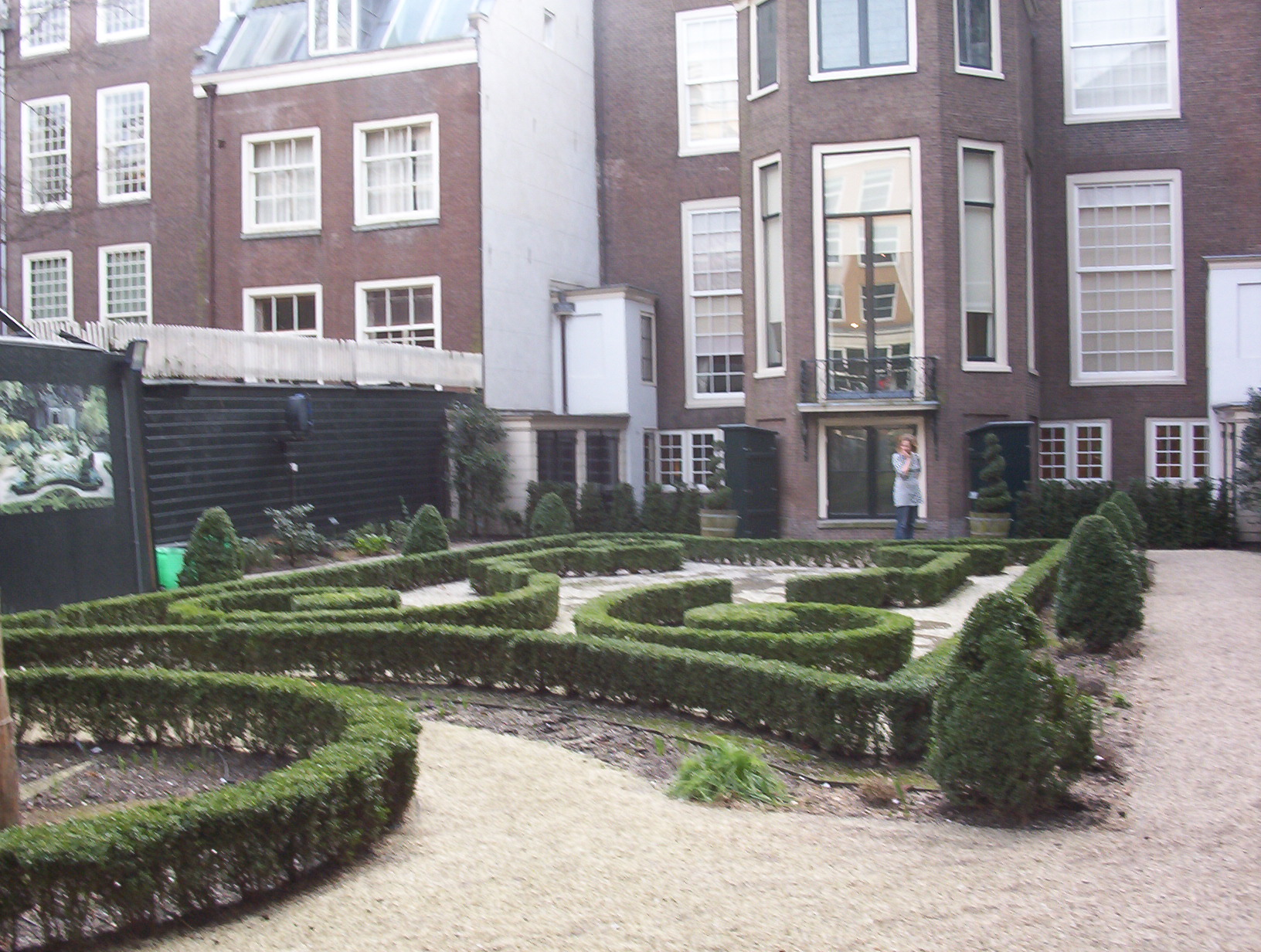
Jardin à la française
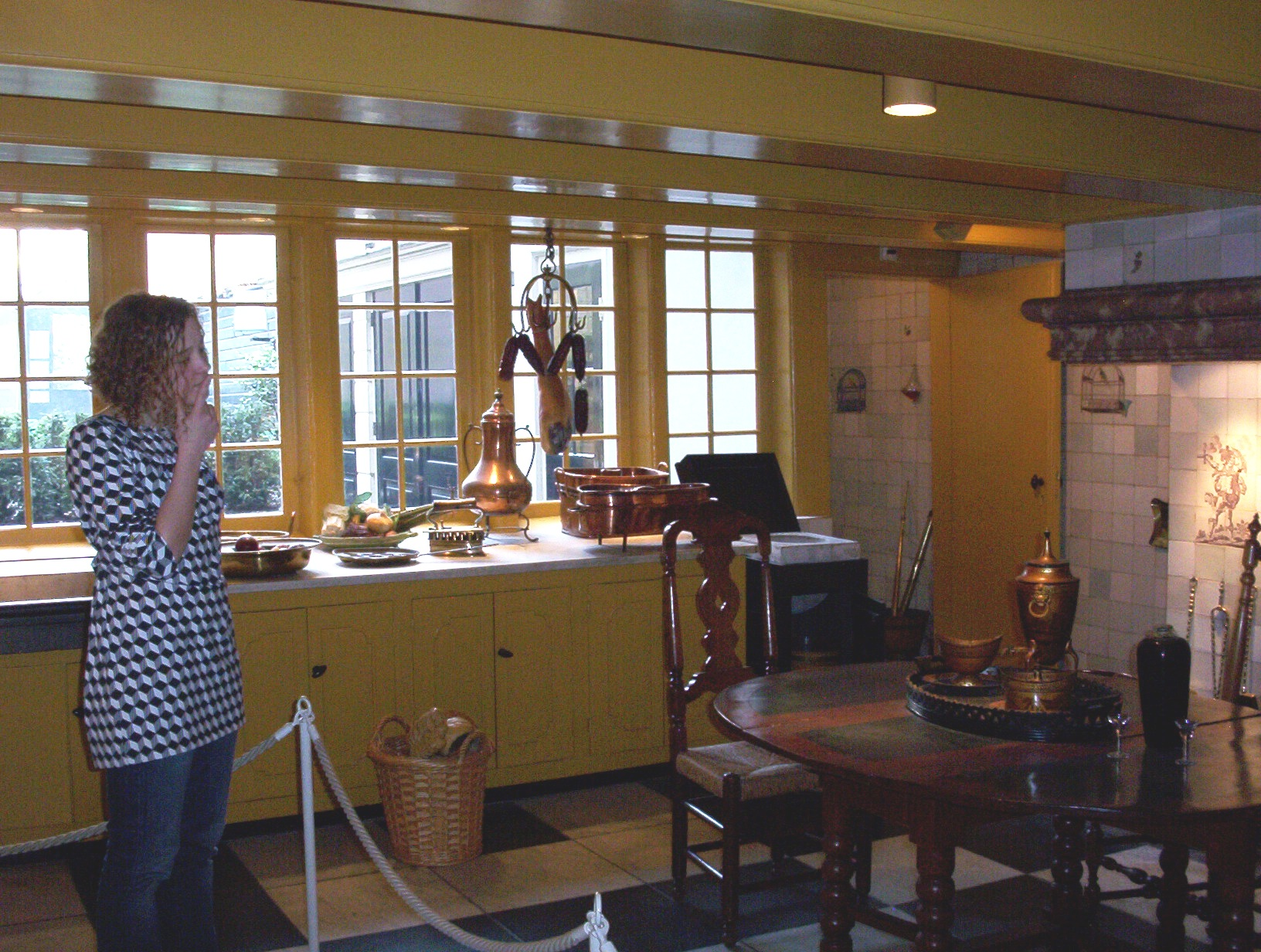
Cuisine aux murs couverts de carreaux de faïence
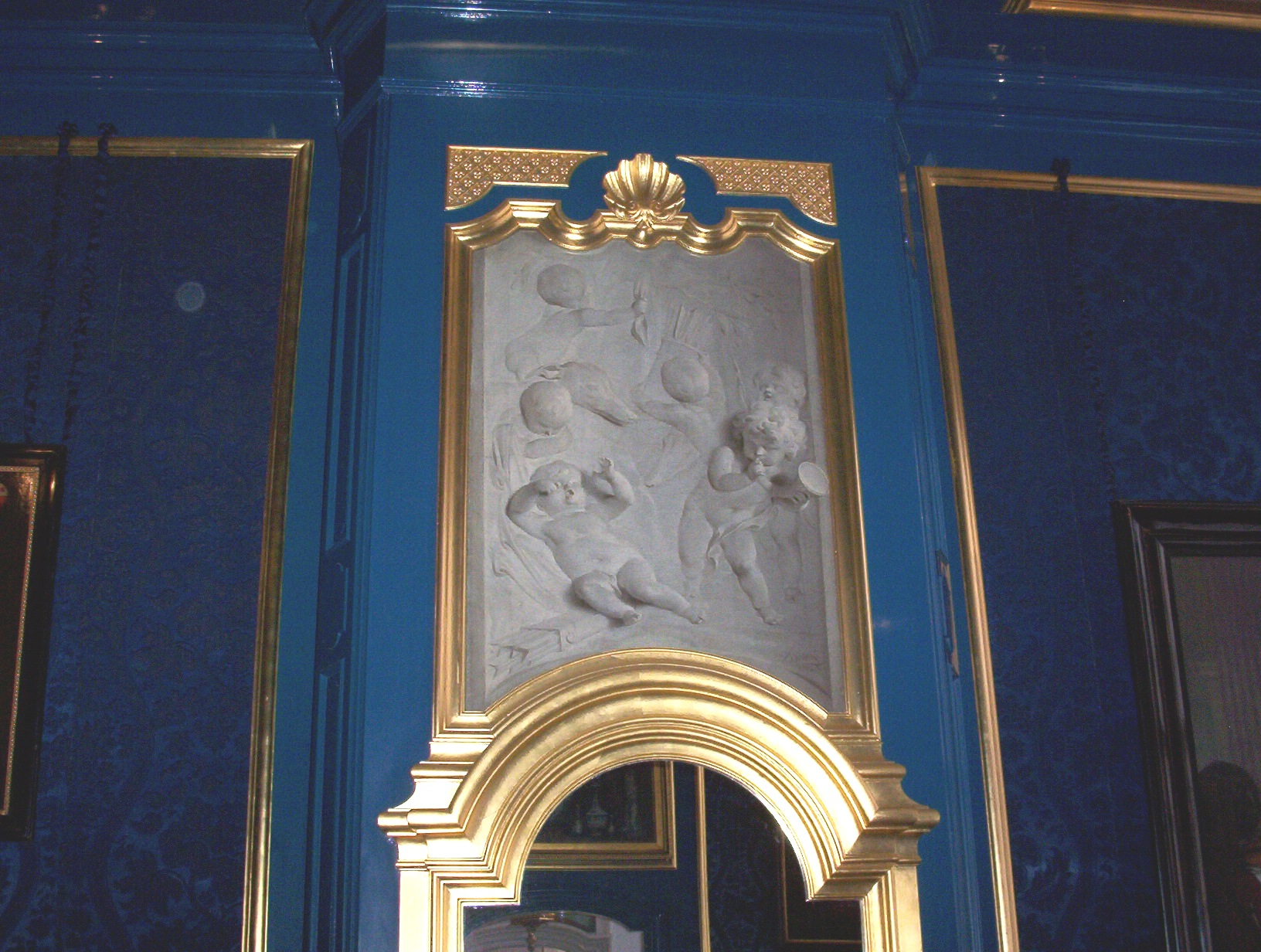
Grisaille trompe-l'œil de Jacob de Wit